# Can Morei

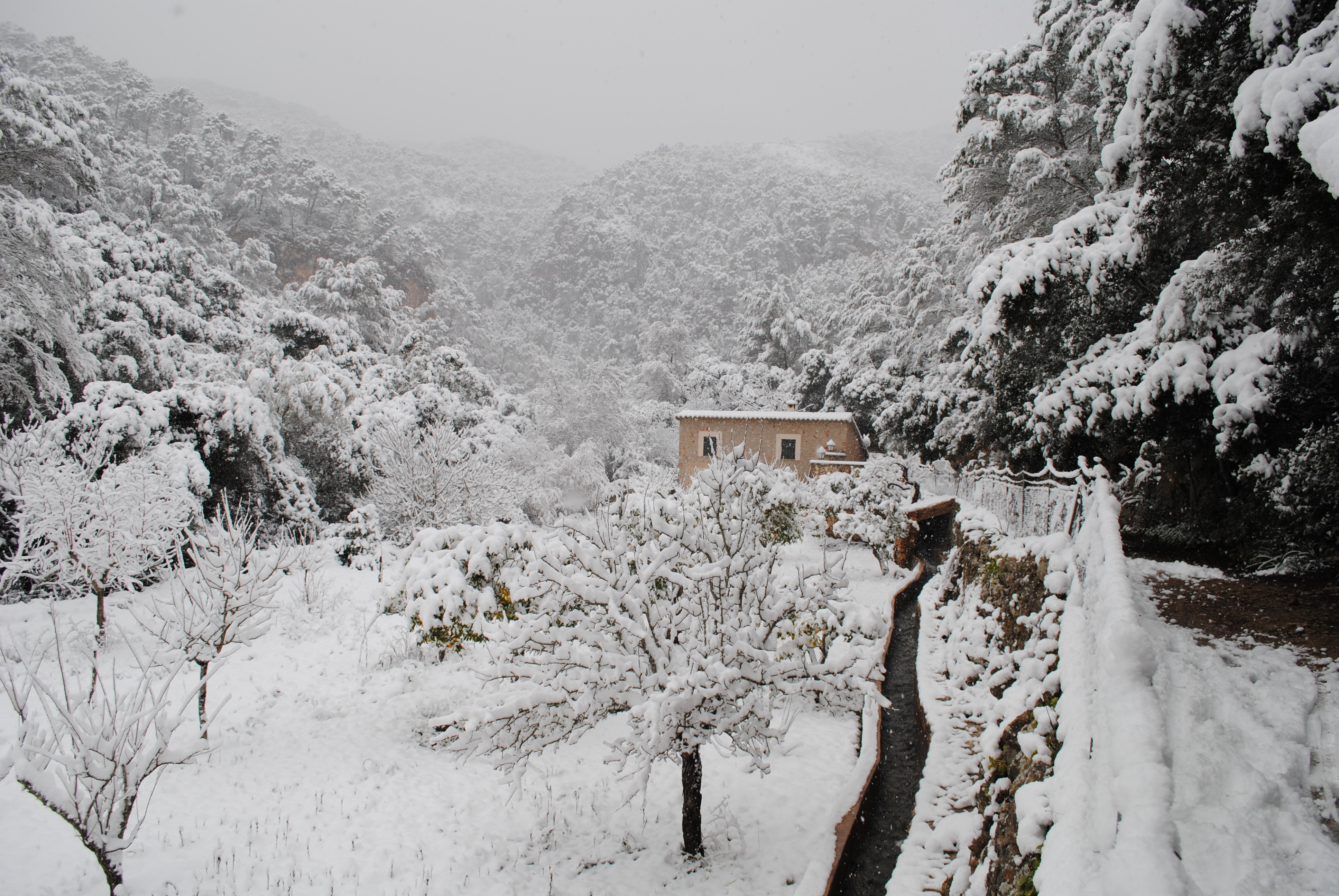
La Síquia de Coanegra un dia de neu davant Can Morei

Can Morei és una possessió de Santa Maria del Camí, situada a la Vall de Coanegra, entre Son Pou i Can Millo.
Primer va ser un molí fariner mogut per l'aigua de la síquia de Coanegra (el primer dels nous molins de la vall). Després originà la possessió de Son Far (nom documentat a partir del s. XVI) que pertanyia als Far de Coanegra, Durant el s. XIX i primers anys del XX s'hi fabricà roba amb telers moguts per la força de l'aigua. A principis del s. XX una torrentada esbucà la part de les cases més properes al torrent de Coanegra, els ocupants de l'habitatge sols es pogueren salvar pujant a la teulada fins que minvà el nivell de l'aigua. En l'actualitat Can Morei està format per les cases i una petita propietat amb hort i una petita zona de muntanya vora el camí de Coanegra. El nom dels antics propietaris ha sobreviscut en el topònims es Pas d'en Far, tirany que uneix can Millo i Son Pou.